# Alfons Jaime de Borbón

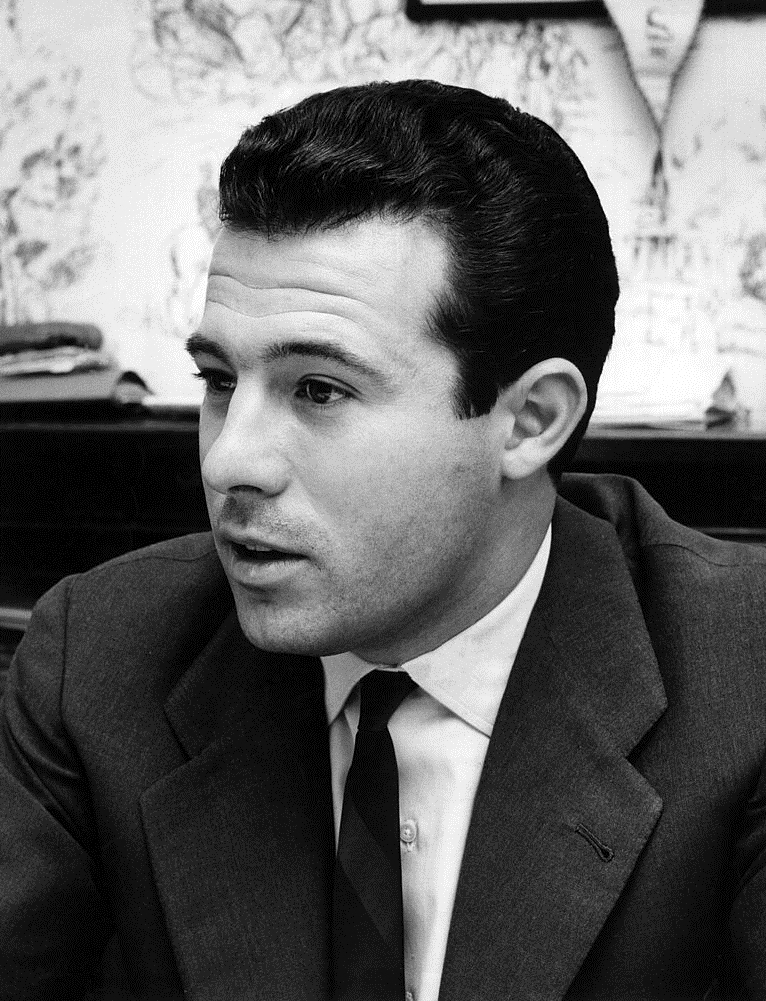
Alfons Jaime de Borbón (1963)

Familienwappen des spanischen Königshauses Borbón

Wappen des Herzogs von Anjou und Cádiz (1936–1989)

Alfons de Borbón y Dampierre, vollständiger Name Alfonso Jaime Marcelino Manuel Víctor María de Borbón y Dampierre (* 20. April 1936 in Rom, Italien; † 30. Januar 1989 in Beaver Creek, Colorado, Vereinigte Staaten), war Herzog von Cádiz und galt in den 1950er und 1960er Jahren als möglicher spanischer Thronfolger.

## Leben
Alfons Jaime war der älteste Sohn von Jaime de Borbón (1908–1975), Herzog von Segovia, und seiner ersten Frau, Victoire Jeanne Joséphine Emmanuelle de Dampierre (1913–2012), Tochter von Roger de Dampierre, 2. Herzog de San Lorenzo, und Prinzessin Vittoria Ruspoli. Seine Großeltern väterlicherseits waren der spanische König Alfons XIII. und Prinzessin Victoria Eugénie von Battenberg.
Er wurde im Palazzo Ruspoli, das seinen Großeltern mütterlicherseits gehörte, von Kardinal Eugenio Pacelli (dem späteren Papst Pius XII.) in Rom getauft. Sein gehörloser Vater hatte schon 1933 auf die Thronanwartschaft für sich und seine künftigen Nachkommen verzichtet und konnte daher 1935 eine französische Prinzessin aus nichtregierendem Hause heiraten, was nach der pragmatischen Sanktion von 1776 eine Thronfolge als nicht ebenbürtig ausgeschlossen hätte. Im Dezember 1949 widerrief der Vater aber seinen Verzicht als erzwungen und erklärte sich sowie seine Söhne, Alfons und dessen jüngeren Bruder Gonzalo, zu legitimen Thronanwärtern. 
1941 zog die Familie in die Schweiz nach Lausanne, Alfons und sein Bruder besuchten das Collège Saint-Jean in Freiburg. Am 8. Dezember 1946 bekam er seine erste Kommunion von Pedro Segura y Sáenz, Erzbischof von Sevilla. Ein Jahr später ließen sich seine Eltern in Budapest scheiden und 1949 gingen beide eine erneute Ehe ein. 1947, nach dem Sturz der Monarchien in Italien und Osteuropa, erklärte der spanische Diktator Francisco Franco durch ein per Volksabstimmung bestätigtes Gesetz Spanien wieder zur Monarchie, behielt sich aber die Besetzung des Thrones (durch einen Prinzen aus königlichem Hause) sowie den Zeitpunkt dafür vor. 
Am 25. November 1950 empfing Alfons von seinem Vater den Titel eines Herzogs von Bourbon. 1952 forderte Franco Alfonsos Vater auf, diesen nach Spanien zur Ausbildung unter seiner Aufsicht zu schicken, ebenso wie dessen Vettern Juan Carlos und Carlos. Alfonso und sein Bruder wurden gegen den Willen ihrer Mutter aus dem Schweizer Internat Institut Montana Zugerberg abgeholt und nach Spanien gebracht. 1954 machte Alfonso sein Abitur und trat daraufhin in die Armee ein. In dieser Zeit entdeckte er seine sportliche Ader und praktizierte mehrere Sportarten wie Skilauf und Segeln. Vollendet wurde seine Ausbildung mit einem Studium an der Madrider Universität.
Franco setzte schließlich im Juli 1969, nach der Geburt von Juan Carlos’ Sohn Felipe, per Gesetz fest, dass nach seinem Tod Alfons' Cousin Juan Carlos als König das Amt des Staatsoberhaupts übernehmen sollte. Er behielt die Vettern jedoch als Reservekandidaten für den Fall, dass Juan Carlos sich unbotmäßig zeigen sollte. Alfons unterstützte diese Entscheidung und wirkte an der Einsetzung Juan Carlos zum Prinzen von Spanien als Zeuge mit, überredete ferner seinen Vater, keinen öffentlichen Protest zu äußern. Im März 1972 verheiratete ihn Franco mit einer seiner Enkeltöchter. Im Juni 1972, als Franco ihn als Botschafter nach Schweden schickte, erklärte Alfons dem Außenminister Laureano López Rodó, er akzeptiere eine künftige Thronbesteigung durch Juan Carlos nur unter der Bedingung, dass dieser dem Franco-Regime treu bleibe, und schlug eine Gesetzesänderung vor, nach der Juan Carlos' Ersetzung durch ihn selbst nötigenfalls unproblematisch vonstattengehen könne. Mit dem Tod Francos am 20. November 1975 war der Weg für die Thronbesteigung durch Juan Carlos frei, was die nachfolgende Transición und die Einführung der Demokratie ermöglichte.
Am 20. März 1975 starb sein Vater Jaime de Borbón in St. Gallen; die französischen Legitimisten proklamierten Don Alfons als rechtmäßigen Erben auf den Thron von Frankreich sowie zum Oberhaupt der französischen Linie des Hauses Bourbon. Im August 1975 nahm er den Höflichkeitstitel duc d’Anjou an.
Im Februar 1984 fuhr Don Alfons mit seinen Söhnen von einem Skiwochenende aus den Pyrenäen zurück nach Hause. Dabei stieß sein Auto mit einem LKW zusammen, sein ältester Sohn Francisco wurde bei dem Unfall getötet und der Jüngere schwer verletzt. Er selbst wurde sechs Mal operiert. Ein Richter sprach ihm eine fahrlässige Mitschuld zu.
1987 verklagte Henri Philippe Pierre Marie d’Orléans, ältester Sohn des Oberhaupts aus dem Hause Orléans, Henri d’Orléans, comte de Paris, Don Alfons wegen des Tragens des Titels duc d’Anjou sowie der Verwendung der französischen Fleur-de-Lys im Wappen. Herzog Ferdinand von Castro aus dem Hause Bourbon-Sizilien und Prinz Sixtus Henri von Bourbon-Parma schlossen sich der Klage an. Am 21. Dezember 1988 entschied das Tribunal de grand instance von Paris den Prozess für unzulässig. Die spanischen Bourbonen verletzten niemandes Rechte, wenn sie den Titel und die Gestaltung des Wappens tragen bzw. zeigen.
Am 30. Januar 1989 starb Don Alfons bei einem Skiunfall in Beaver Creek, Colorado. Er stürzte unglücklich auf dem Kurs der Alpinen Skiweltmeisterschaften 1989.

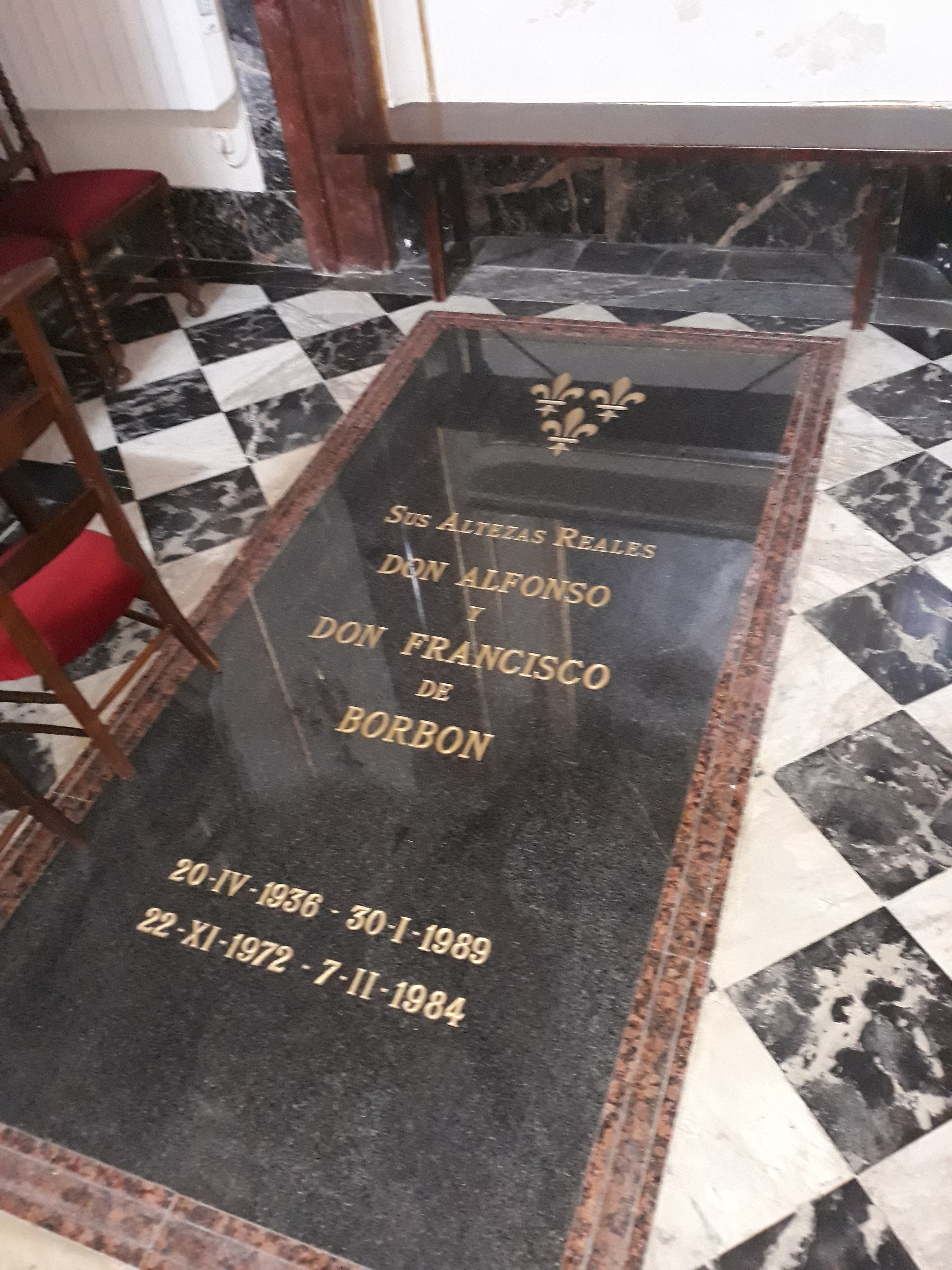
Das Grab von Alfonso Jaime de Borbón und seinem Sohn Francisco in der Kirche des Monasterio De Las Descalzas Reales in Madrid.

## Ehe und Nachkommen
Am 8. März 1972 heiratete Don Alfons im Palacio Real El Pardo in Madrid Doña María del Carmen Martínez-Bordiú y Franco (* 26. Februar 1951 in Madrid), Tochter von Cristobal Martinez, Marquis de Villaverde, und seiner Frau Carmen Franco y Polo, 1. Duquesa de Franco. Als Trauzeugen fungierten seine Mutter und der Großvater der Braut, der spanische Diktator Francisco Franco. Die von diesem arrangierte Ehe wurde 1982 geschieden und 1986 annulliert. Aus der Ehe gingen zwei Söhne hervor:
- Francisco Alfonso Jaime Cristobal Victor José Gonzalo Cecilio (1972–1984)
- Luis-Alfonso Gonzalo Victor Manuel (* 1974), als Ludwig XX. heutiger Prätendent der französischen Legitimisten auf den französischen Thron

## Titel, Orden und Ehren

### Titel
- 1936–1989 Alfons de Borbón y de Dampierre
- 1936–1989 Infant von Spanien
- 1950–1989 Herzog de Bourbon
- 1969–1973 Botschafter in Schweden
- 1972–1989 Herzog von Cadiz; mit der Anrede Seine königliche Hoheit
- 1975–1989 Herzog von Anjou (beansprucht)

### Ehrenämter
- 1977–1984 Präsident des spanischen Skiverbandes
- 1984–1987 Präsident des spanischen Olympischen Komitees

### Orden
- Träger des Ordens vom Goldenen Vlies
- Träger des Ordens des Adlers von Georgien